# Скотувата
Скотува́та — проміжна залізнична станція 5-го класу Лиманської дирекції Донецької залізниці на лінії Костянтинівка — Ясинувата між станціями Ясинувата (14 км) та Фенольна (13 км). Розташована у смт Верхньоторецьке Ясинуватського району Донецької області.
Через військові дії станція з 2014 року є кінцевою, залізничний рух далі у напрямку Ясинуватої не здійснюється.

## Пасажирське сполучення
| Рух поїздів по станції Скотувата |                         |                          |
| №                                | Маршрут сполучення      | Періодичність курсування |
| 6011                             | Лиман — Скотувата       | Щоденно                  |
| 6072                             | Скотувата — Лозова      | Щоденно                  |
| 6003                             | Ізюм — Скотувата        | Щоденно                  |
| 6004                             | Скотувата — Святогірськ | Щоденно                  |

9 вересня 2021 року о 08:00 в районі станції Скотувата розпочався обстріл з важкого озброєння з непідконтрольної Україні території. Снаряди падали на відстані 2-х км від станції. Наразі пошкоджень інфраструктури не було. Задля безпеки працівників станції та пасажирів було оперативно евакуйовано в укриття, а також припинено рух приміських електропоїздів № 6011/6072 сполученням Лиман — Скотувата — Лозова та № 6003/6004 сполученням Ізюм — Скотувата — Святогірськ до станції Фенольна.
З 23 вересня 2021 року відновлено звичайний графік руху приміських електропоїздів, що прямують до станції Скотувата.